# 雪地圣母堂 (阿马尔菲)
雪地圣母堂（Cappellina di Santa Maria della Neve）位于意大利坎帕尼亚大区市镇阿马尔菲的托雷齐罗街（Via Torre dello Ziro）。

## 内部
该堂祭台浮雕描绘《雪地圣母子》，因而得名。此外还有两个小雕像“露德圣母”和“圣本笃”。

## 雪地圣母瞻礼
雪地圣母瞻礼在8月5日。下午会有圣像巡游，前往恩宠圣母堂 - 圣路济亚堂，最后返回，举行最后的祝福。